# Ine Veen
Ine Veen (Koog aan de Zaan, 15 december 1937) is een Nederlands ballerina, fotomodel, mannequin, zangeres, actrice, schilderes, publiciste en dierenactiviste.

## Levensloop
Ine Veen werd geboren uit een relatie van Carolina Otte met dirigent, componist en schrijver Gerard van Hulst. In de jaren vijftig volgde zij de dansopleiding aan de Nel Roos  Balletacademie te Amsterdam, en werd vervolgens door Yvonne Georgi gecontracteerd voor het Operaballet van Hannover. Zij danste vooral in Duitsland, maar ook een enkele keer in Nederland, onder andere in L'Italiana in Algheri, waarvoor ze werd uitgeleend aan het gezelschap van het Teatro alla Scala di Milano. Met dit gezelschap danste ze in 1955 in Amsterdam en Den Haag, onder regie van Franco Zeffirelli en muzikale leiding van Carlo Maria Giulini. In een aantal opera's en operettes nam zij ook zangpartijen voor haar rekening.
Veen speelde zowel in Nederland als in Duitsland in een groot aantal theaterproducties, waaronder Caesar und Cleopatra, Beatrice, Faust, De Koopman van Venetië en een aantal Tsjechovrollen. In Duitsland speelde ze met Johannes Heesters en Maximilian Schell, in Nederland met Ko van Dijk jr. en Mary Dresselhuys. Ze was verbonden aan toneelgroep Ensemble, De Nieuwe Komedie, het Rotterdams Toneel en de Haagse Komedie.
Eind jaren tachtig zette Veen een punt achter haar loopbaan als actrice, maar tot 1991 was ze nog regelmatig op de radio te horen in hoorspelen en diverse literaire programma's waarin ze gedichten voordroeg. Na model te hebben gestaan voor onder anderen Gerard Hordijk, Adrian Stahlecker, Wim van Beelen, Jean de Blieck, Frans Erkelens en Jean Thomassen, richtte zij zich op de schilderkunst. Zij werkt daarin met bladgoud en halfedelstenen en heeft een geheel eigen stijl ontwikkeld.
Veen is actief voor het welzijn van dieren en is lid van diverse comités zoals Stichting Dierenhulp Voorheen bekend als Dierenhulp Venezuela. Haar familierelatie (oomzegger) met emeritus hoogleraar pedagogiek en oud-politicus Johan van Hulst verklaart wellicht haar politieke belangstelling, die na de dood van Pim Fortuyn werd aangewakkerd. In 2007 schreef zij over de moord op de politicus het boek Moord namens "de Kroon"? Het ultieme leven van Pim Fortuyn.
Over Veen werd een biografie geschreven door Adrian Stahlecker, waarin aandacht wordt besteed aan de 16 opera's en operettes waarin ze zong of danste, de 25 balletten waarin ze was te zien, de 64 toneelrollen in Nederland en Duitsland alsmede de tientallen tv-stukken en -series.
In 2006 ontving Veen een koninklijke onderscheiding voor haar verdiensten voor de Nederlandse cultuur: ze werd benoemd tot ridder in de Orde van Oranje-Nassau.

## Filmografie

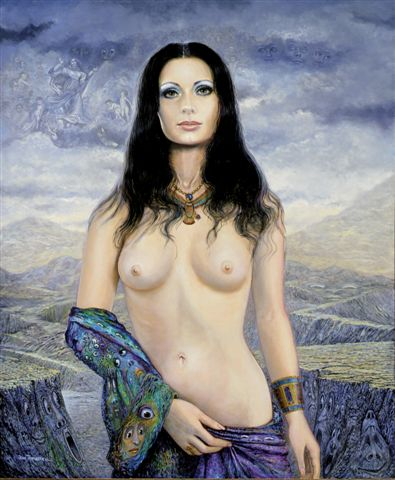
Ine Veen (schilderij door Jean Thomassen)
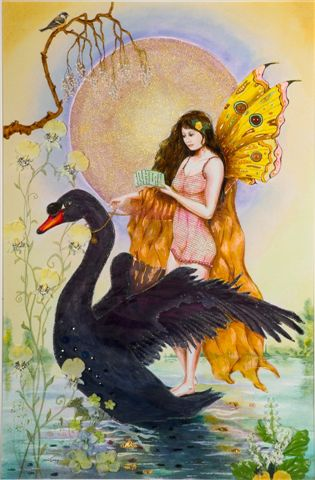
Zwarte zwaan met elfje (Ine Veen)
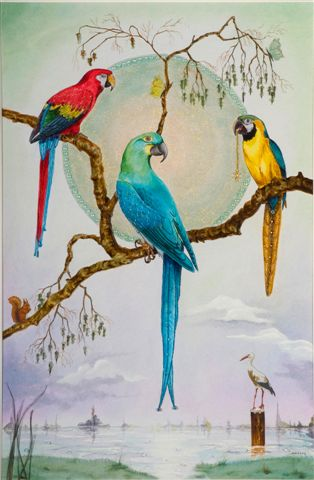
Drie ara's (Ine Veen)
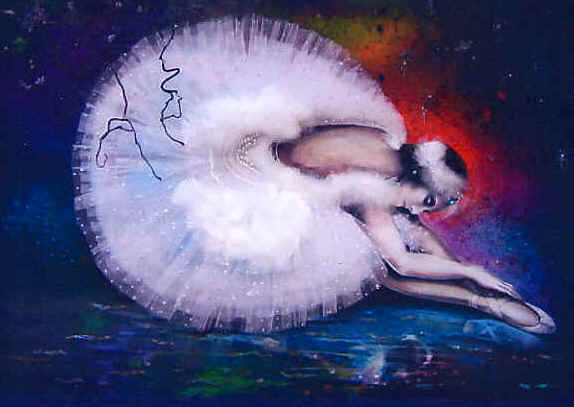
Anna Pavlova als "de stervende zwaan" (Ine Veen)
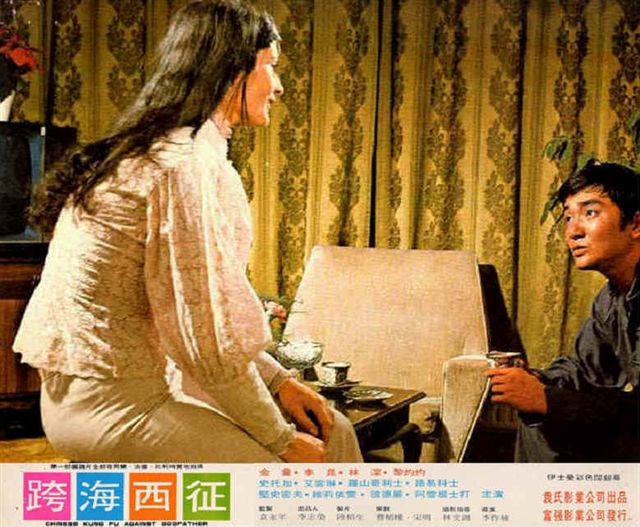
Ine Veen in Kung Fu against Godfather
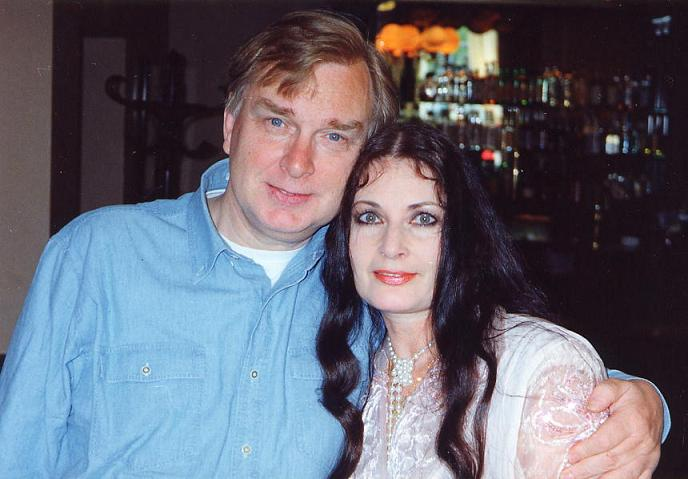
Ine Veen en Henk van der Meijden foto:Jean Thomassen